# Franc Jager
Franc Jager, slovenski podjetnik, * 18. februar 1947, Laše
Jager je ustanovitelj slovenskega družinskega trgovskega podjetja Jagros, ki upravlja s 42 trgovinami.

## Poslovna kariera
Končal je srednjo trgovsko šolo in se nato kot trgovec zaposlil v podjetju Petrol, kasneje pa napredoval tudi v poslovodjo. Ob delu je nadaljeval s kmetovanjem na domačiji, študiral je tudi organizacijo dela. Deloval je tudi v Hmezadu Žalec in Kmetijski zadrugi Šmarje pri Jelšah.
Leta 1985 je na ekskurziji v avstrijskem mestu Pliberk videl zadružno trgovino z živili, tehniko in tekstilom. Koncept prodajalne mu je bil všeč in leta 1988 je v Rogaški Slatini odkupil zemljišče ter naslednje leto zgradil svojo prvo trgovino, imenovano Kristal. Pritlična trgovina je ponujala živila, tehniko in tekstil, v manjšem prostoru je bil tudi gostinski obrat. Sprva je bil v podjetju zaposlen sam, kasneje se je zaposlila tudi njegova žena in še dve sodelavki. Po potrebi sta pomagala tudi starejša Jagrova sinova. Trgovina je že v prvem letu poslovala pozitivno, kmalu so se odločili tudi za širitev v bližnji Šentjur, v kasnejših letih je mreža trgovin Jager obsegala okoli štirideset obratov. Zasledoval je filozofijo, da so nove trgovine vedno gradili iz dobička, torej brez najemanja kreditov. Trgovine so se v Jager preimenovale leta 1992.Jager ima dandanes centralno skladišče v Mestinju, kar je zelo blizu njegovega rojstnega kraja Laše
Leta 2019 je Franc Jager podjetje prepustil trem sinovom, ki nadaljujejo trgovsko dejavnost. Sam se je podal v gradbeništvo in med drugim na hrvaškem otoku Murter odkupil propadajoč Hotel Colentum ter ga prenovil.

## Zasebno
Z ženo ima v prvem zakonu tri sinove. Kasneje se je ločil, z novo partnerko ima dve hčerki. Je član Slovenske demokratske stranke.